# Église Saint-Laurent de Prague
Pour les articles homonymes, voir Église Saint-Laurent.
L'église Saint-Laurent (en tchèque : Kostel svatého Vavřince) est une église baroque de Prague, en République tchèque. Elle est située sur la colline de Petřín, à côté de la Tour métallique de Petřín et du Mur de la Faim. Il s'agissait à l'origine d'une église romane, reconstruite ensuite en style Baroque par Kilian Ignaz Dientzenhofer.

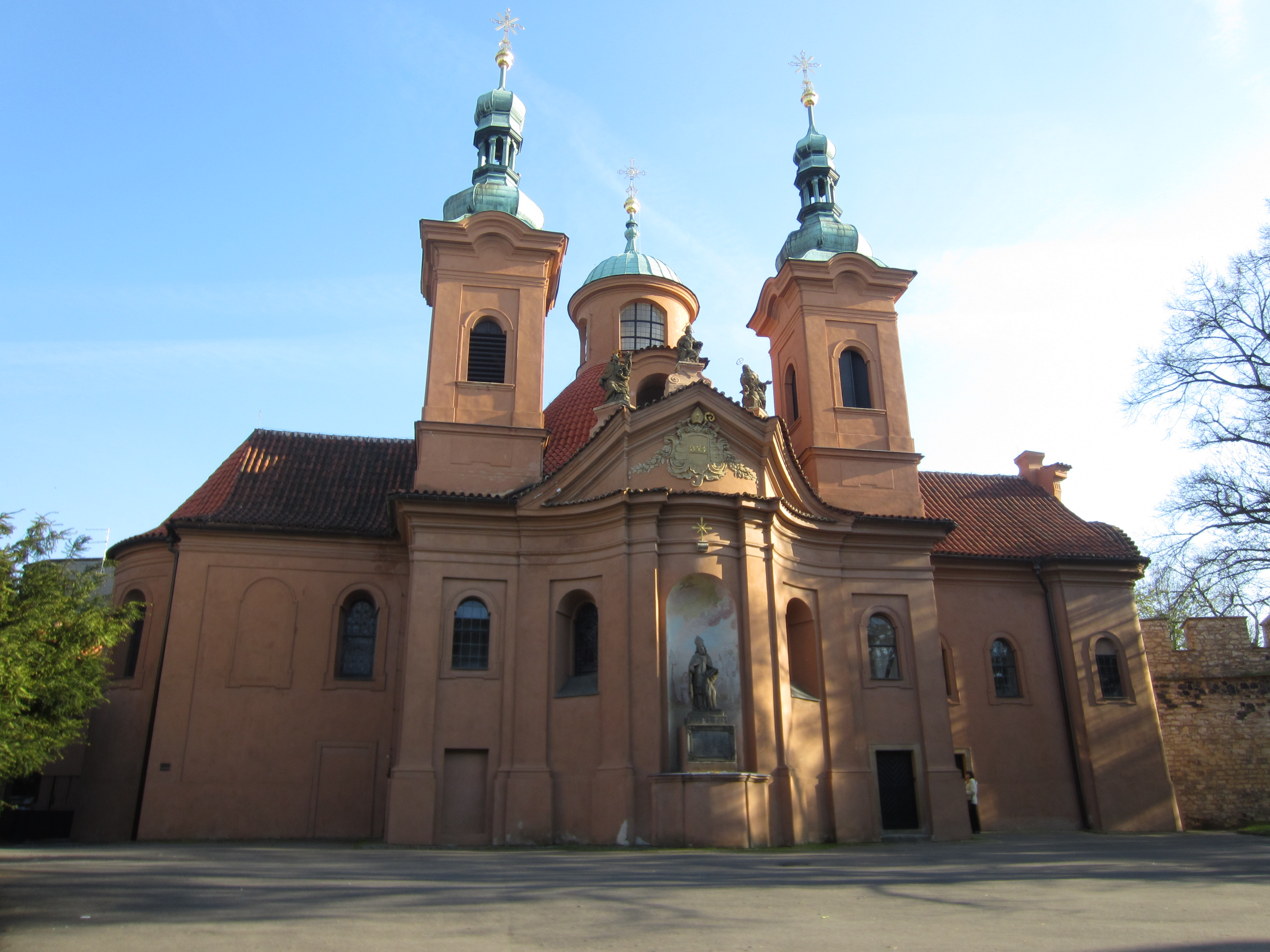
Façade
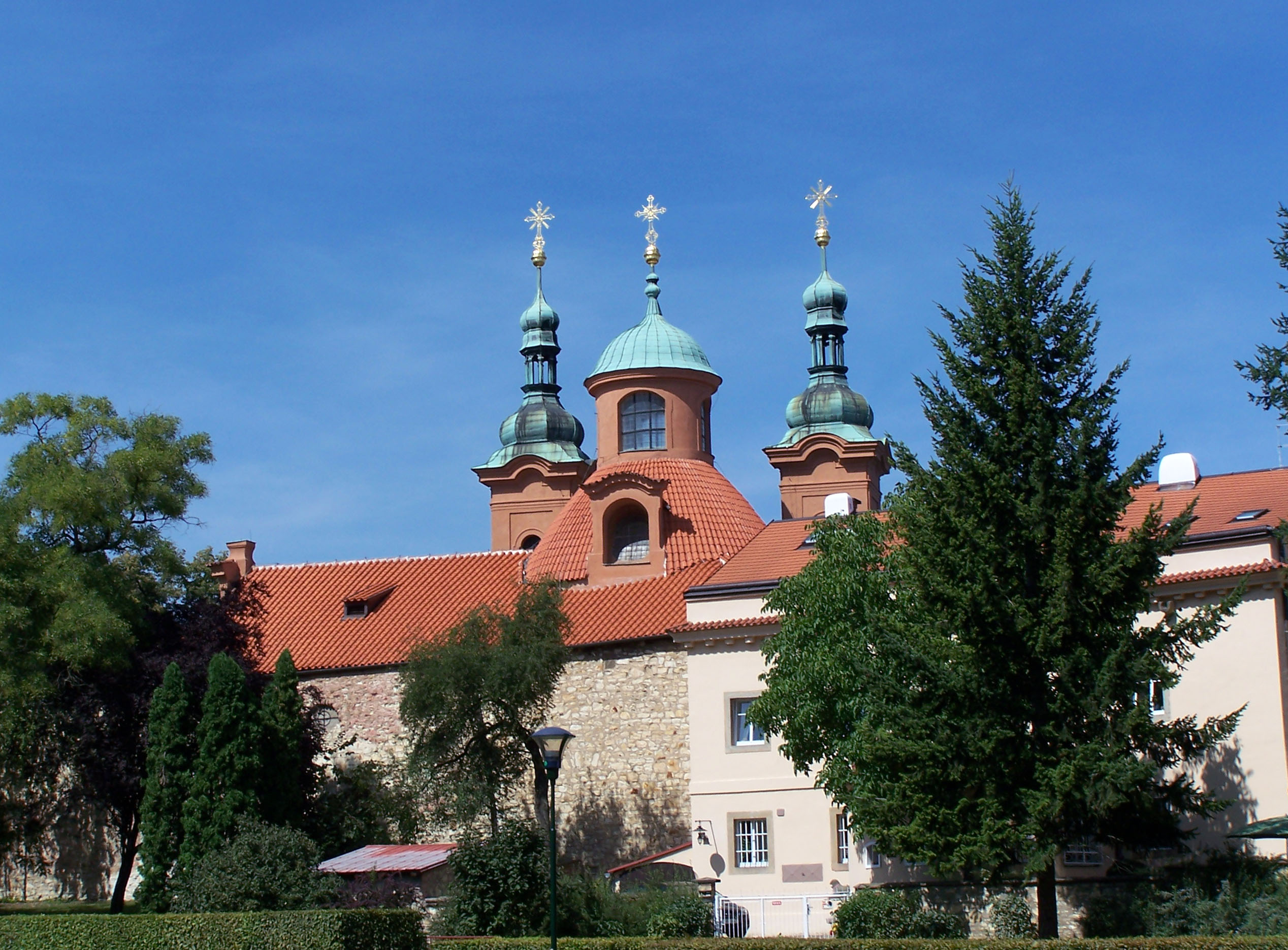
Arrière
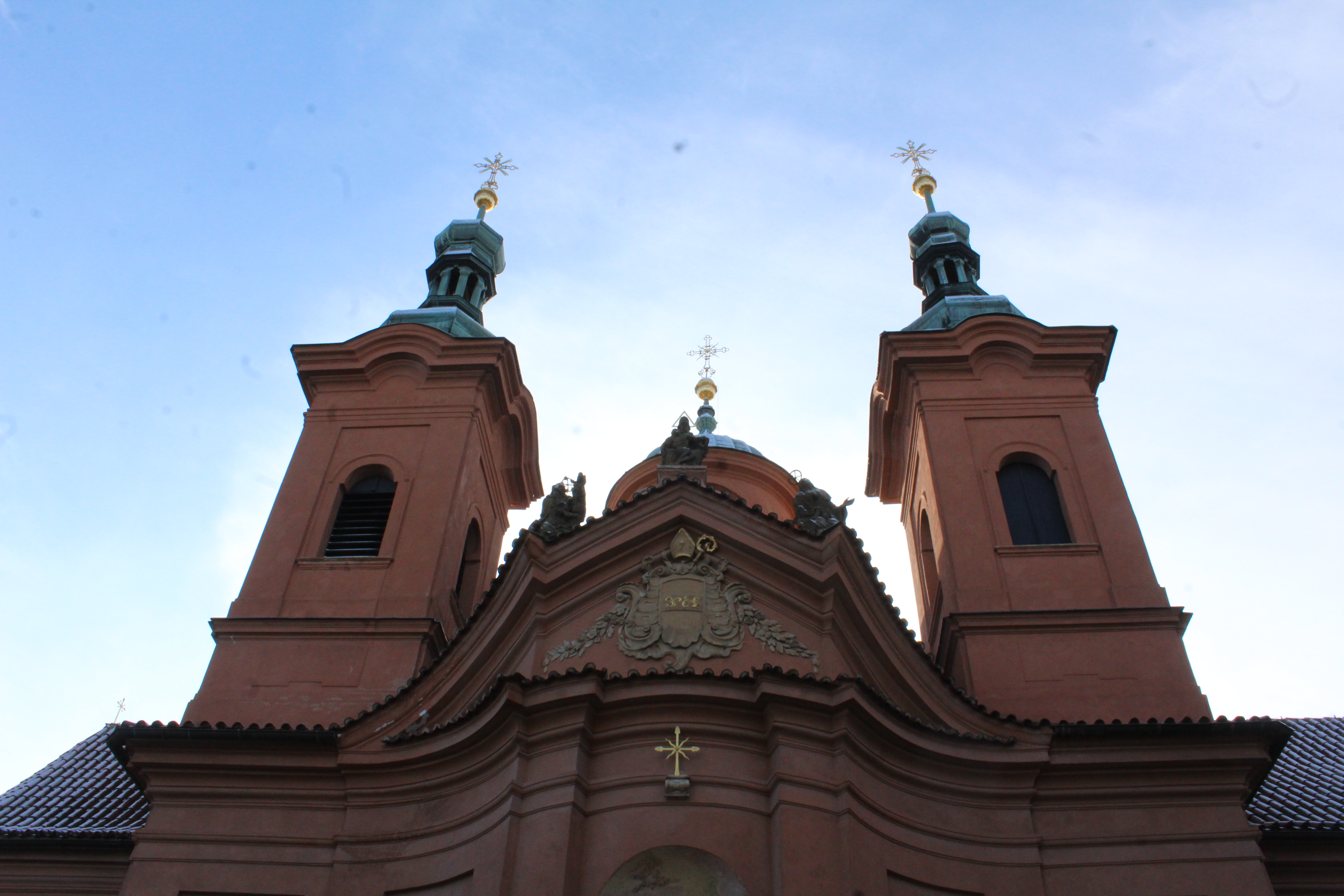
Détail de la façade
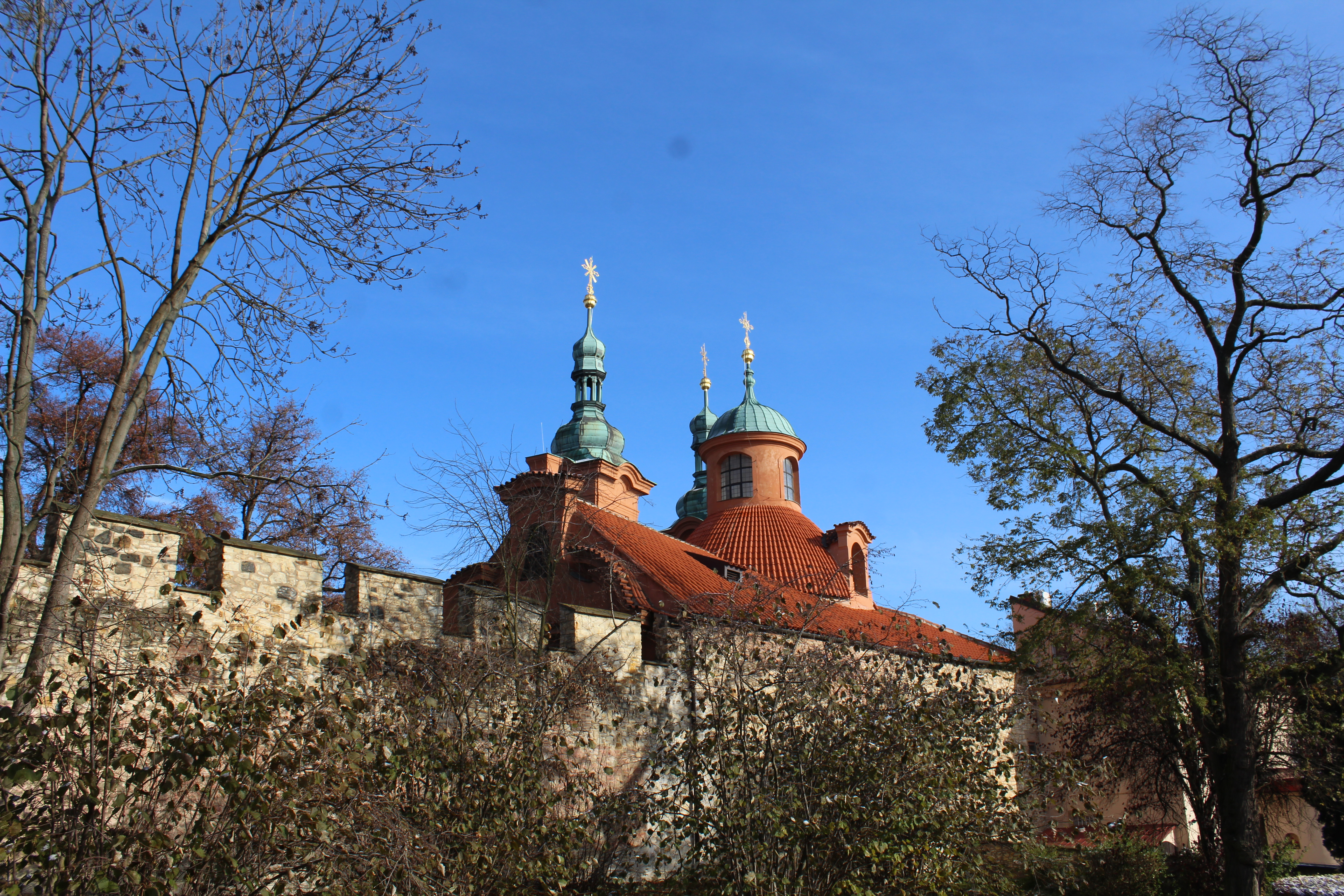
Vue du Mur de la Faim